# Station Cieszanowice
Station Cieszanowice is een spoorwegstation in de Poolse plaats Cieszanowice.